# Suunto
Suunto Oy [ˈsuːntɔ] ist ein finnisches Messgeräteunternehmen, das Sportfunktionsuhren, Tauchinstrumente sowie Kompasse herstellt. Der Sitz sowie die Produktionsstätte befinden sich in Vantaa, Finnland. Suunto befindet sich seit 2022 im Besitz von Liesheng Technology.

## Geschichte
Suunto wurde im Jahr 1936 vom Vermesser und Erfinder Tuomas Vohlonen als Familienunternehmen gegründet. Anfänglich stellte das Unternehmen Magnetkompasse her, die wie eine Armbanduhr am Handgelenk getragen werden (M-311). Zwar waren die ebenfalls an einem Armband getragenen Adrianov-Kompasse in Russland bereits gebräuchlich, jedoch verfügte Vohlonens Bauart im Unterschied zu diesen über eine flüssigkeitsgelagerte Kapsel. Vohlonen ließ dies im Jahr 1933, also bereits vor der Gründung, patentieren. Während des Zweiten Weltkrieges wurden diese Kompasse hauptsächlich für das finnische Militär hergestellt und sind weiterhin in Produktion. Aufgrund der notwendigen Massenproduktion war die Entwicklung der Produktionsschritte von entscheidender Bedeutung für das Unternehmen. 1939 verstarb Vohlonen, weswegen seine Frau das Unternehmen bis 1952 weiterführte.
Das Sortiment wurde 1965 um Kompasse für Taucher (SK-4) und 1975 um den Dom-Kompass für Segler erweitert. In den folgenden Jahren wurde das Unternehmen weltweit bekannt. Seit 1987 entwickelt und produziert Suunto Tauchcomputer und seit den 1990er-Jahren elektronische Kompasse sowie Outdoor- und Sportuhren. 1996 übernahm Suunto den schweizerischen Kompasshersteller Recta in Biel, welcher unter anderem die Armeen der Schweiz, Österreichs und Kanadas beliefert. Unter der Produktbezeichnung Global System vertrieb Recta auch Kompasse mit einer speziellen Kapselkonstruktion, die unabhängig von der lokalen magnetischen Inklination weltweit verwendet werden können.
1999 wurde Suunto vom Konzern Amer Sports übernommen. 
In den Jahren 2010 und 2012 wurden Sport- und Tauchuhren von Suunto mit dem red dot design award ausgezeichnet.
Im Januar 2022 wurde gemeldet, dass Suunto an den chinesischen Wearables Hersteller Liesheng verkauft wurde.

## Unternehmensprofil
Mangels Veröffentlichungspflicht und begründet durch die Politik der Muttergesellschaft liegen nur spärliche Angaben über das Unternehmen vor. Gemäß Eigenangaben hat Suunto weltweit rund 400 Mitarbeiter und vertreibt seine Produkte in rund 100 Ländern. Nach einer Studie hält Suunto einen Anteil von 40 % des Marktes für Tauchcomputer. Im Jahr 2012 erzielte das Unternehmen – als Bereich Sports Instruments der Muttergesellschaft Amer Sports – einen Umsatz von 104,2 Millionen Euro.